# Philodromus auricomus
Philodromus auricomus là một loài nhện trong họ Philodromidae.
Loài này thuộc chi Philodromus. Philodromus auricomus được Ludwig Carl Christian Koch miêu tả năm 1878.